# Râul Izvorul Negru, Asău
Râul Izvorul Negru este un curs de apă, afluent al râului Asău. Confluența cu Râul Izvorul Negru definește limita amonte a zonei în care pescuitul este permis pe râul Asău.

## Hărți
- Harta Munții Tarcău  Arhivat în 22 februarie 2010, la Wayback Machine.
- Ovidiu Gabor - Economic Mechanism in Water Management  Arhivat în 5 martie 2009, la Wayback Machine.